# Пут наде
Пут наде (тур. Umuda yolculuk) је филм из 1990. године у режији Ксавијера Колера. Прича говори о турској породици Алеви која покушава да илегално емигрира у Швајцарску. Филм је копродукција компанија из Швајцарске, Турске и Уједињеног Краљевства.
Године 1990. освојио је Оскара за најбољи међународни филм. Швајцарска Влада је филм потврдила Академији филмске уметности и науке (Лос Анђелес, САД), што је резултирало другом оскаром за филмове Швајцарске.

## Радња
У једном селу у источној Турској, приче о економском успеху Турака у Швајцарској инспиришу Хајдара да убеди своју жену Мерјем да морају да оду тамо. Продају њихову стоку и мали плац у замену за карту за двоје. Њихово седморо деце остављају на чување, а најстарији син полази са њим на школовање у Европу, као економско осигурање. Њих троје су кренули пут Истанбула, Милана и Швајцарске, сместивши се на брод. На језеру Комо, остатак свог новца плаћају непринципијелним људима који их напусте на алпском превоју пре мећаве. Отац и син су одвојени од Мерјем.

## Улоге
- Несметин Кобаноглу - Хајдар Сенер
- Нур Сурер - Мерјем
- Емин Сивас - Мехмед Али
- Јаман Океј - турчин
- Ердинц Акбас - Адама
- Ердал Медан - Алдемир
- Андреа Зог - Кристен